# Heilig-Geist-Kathedrale (Hradec Králové)

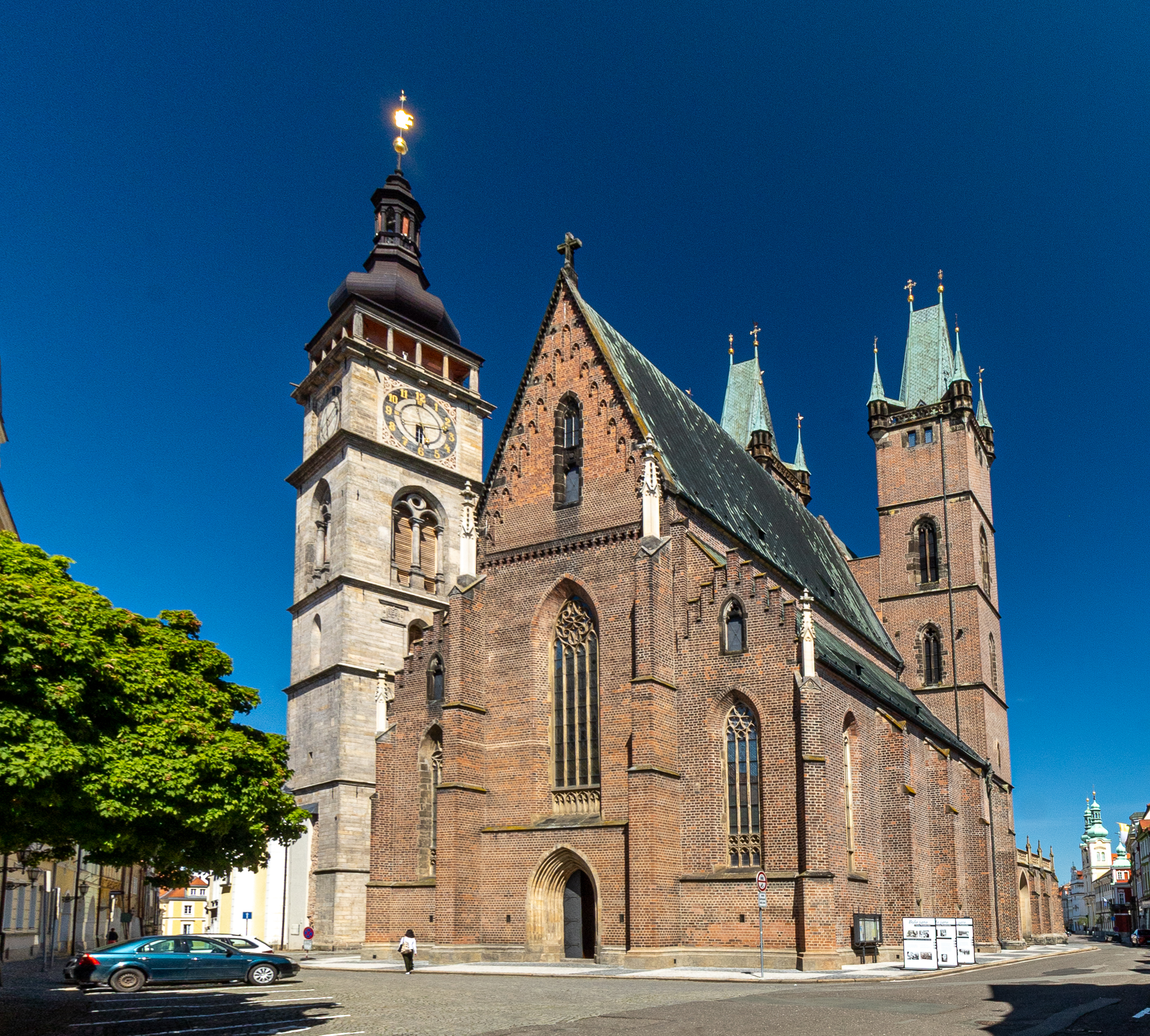
Heilig-Geist-Kathedrale

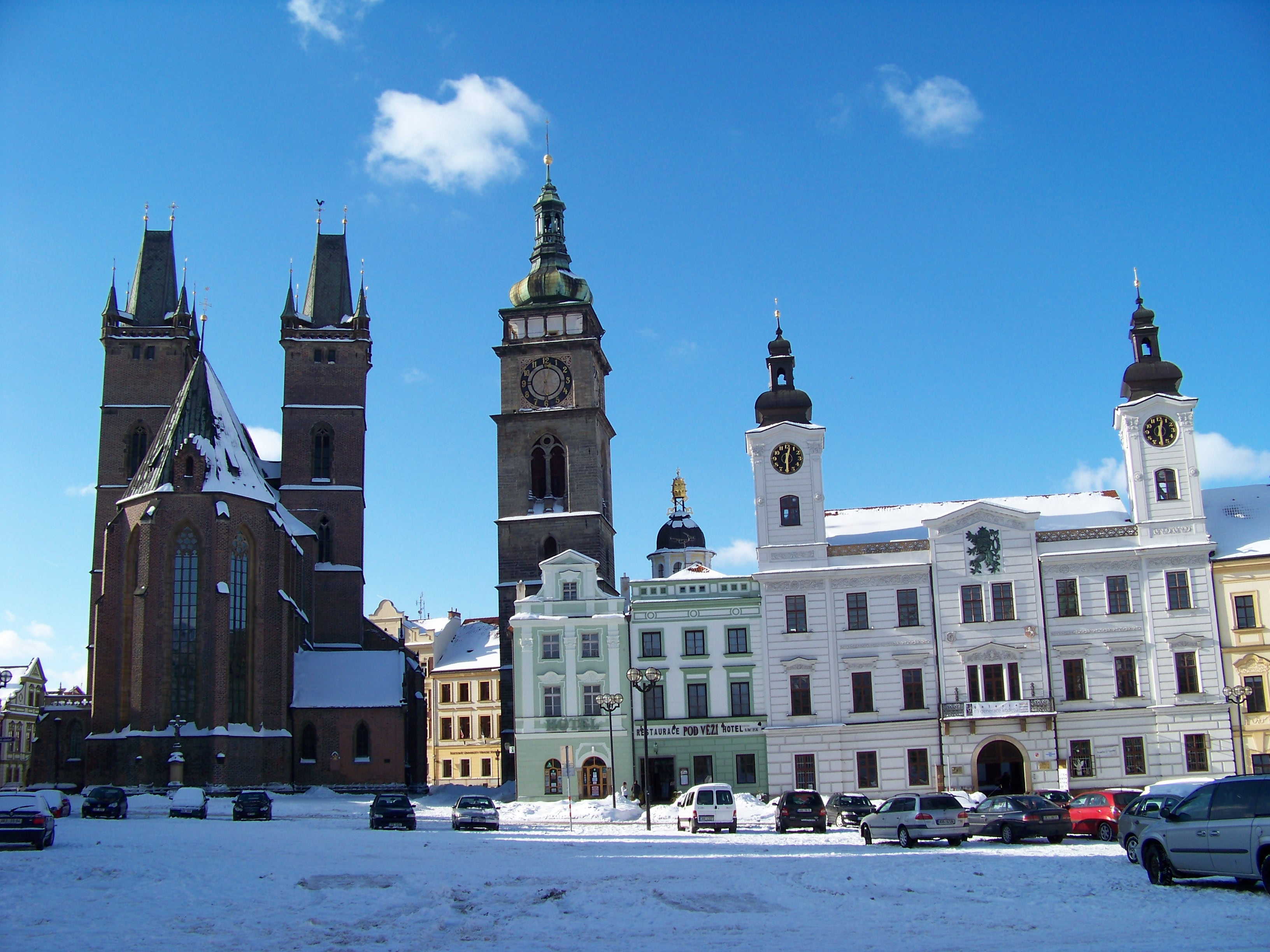
Heilig-Geist-Kathedrale mit Umgebung

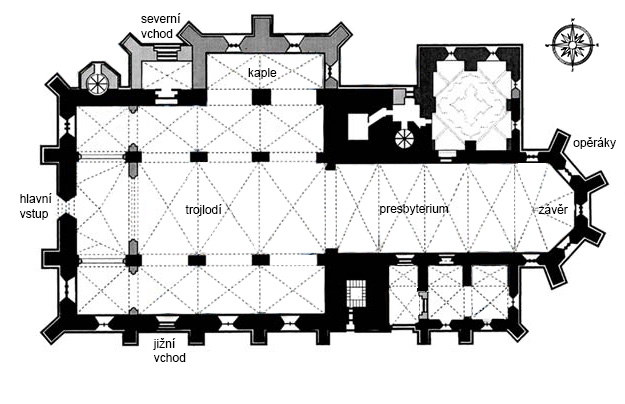
Grundriss

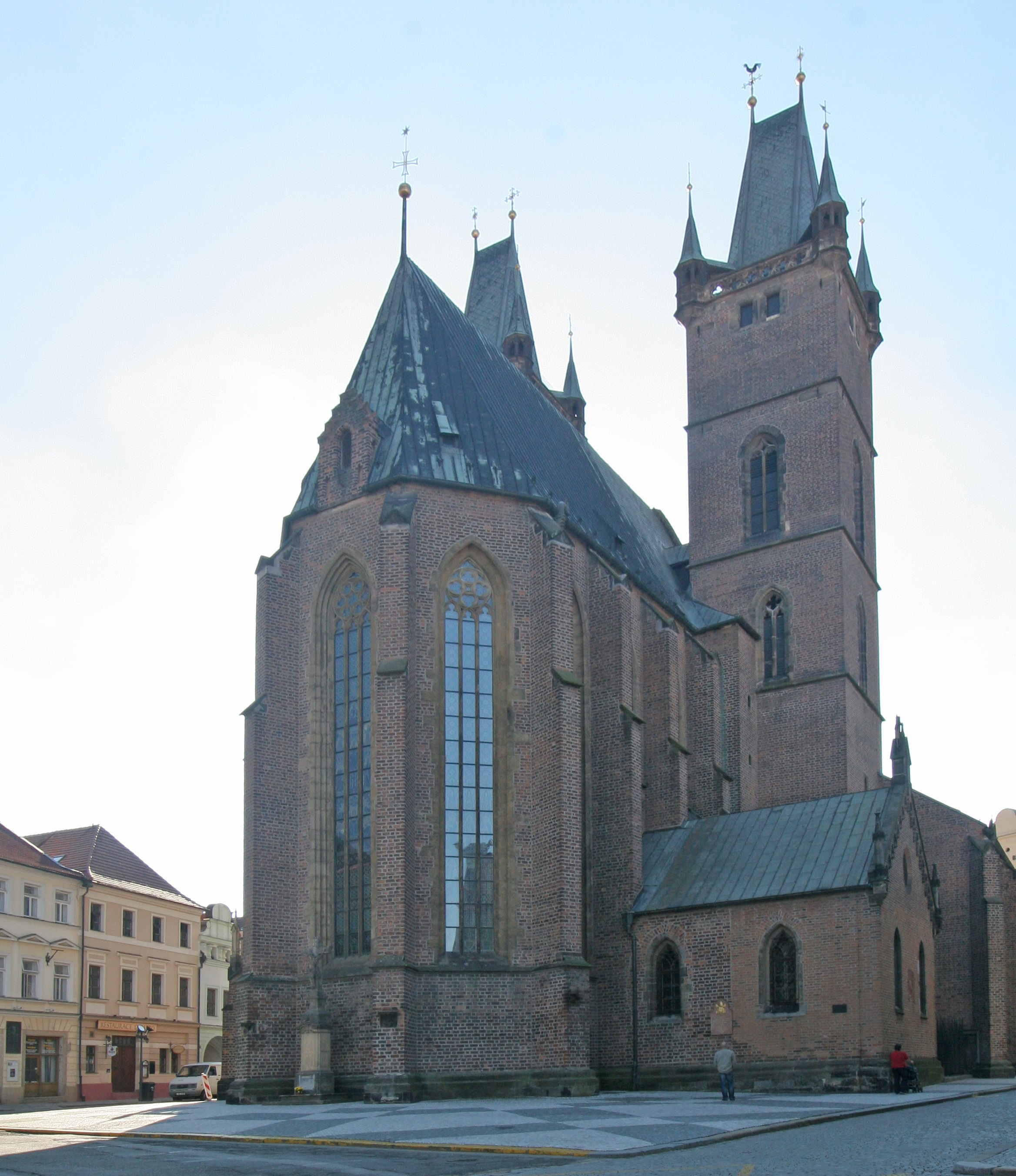
Choransicht

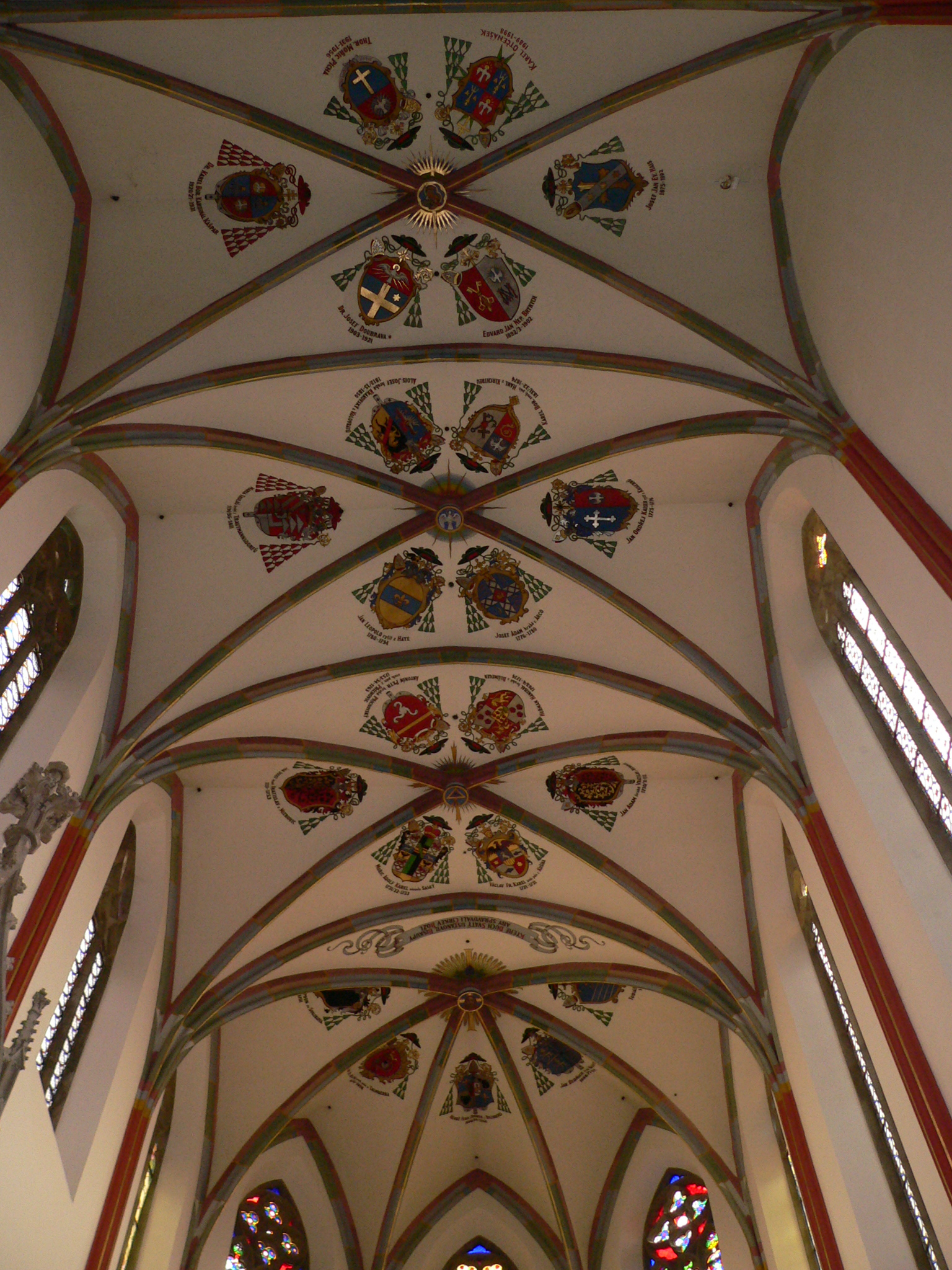
Chorgewölbe

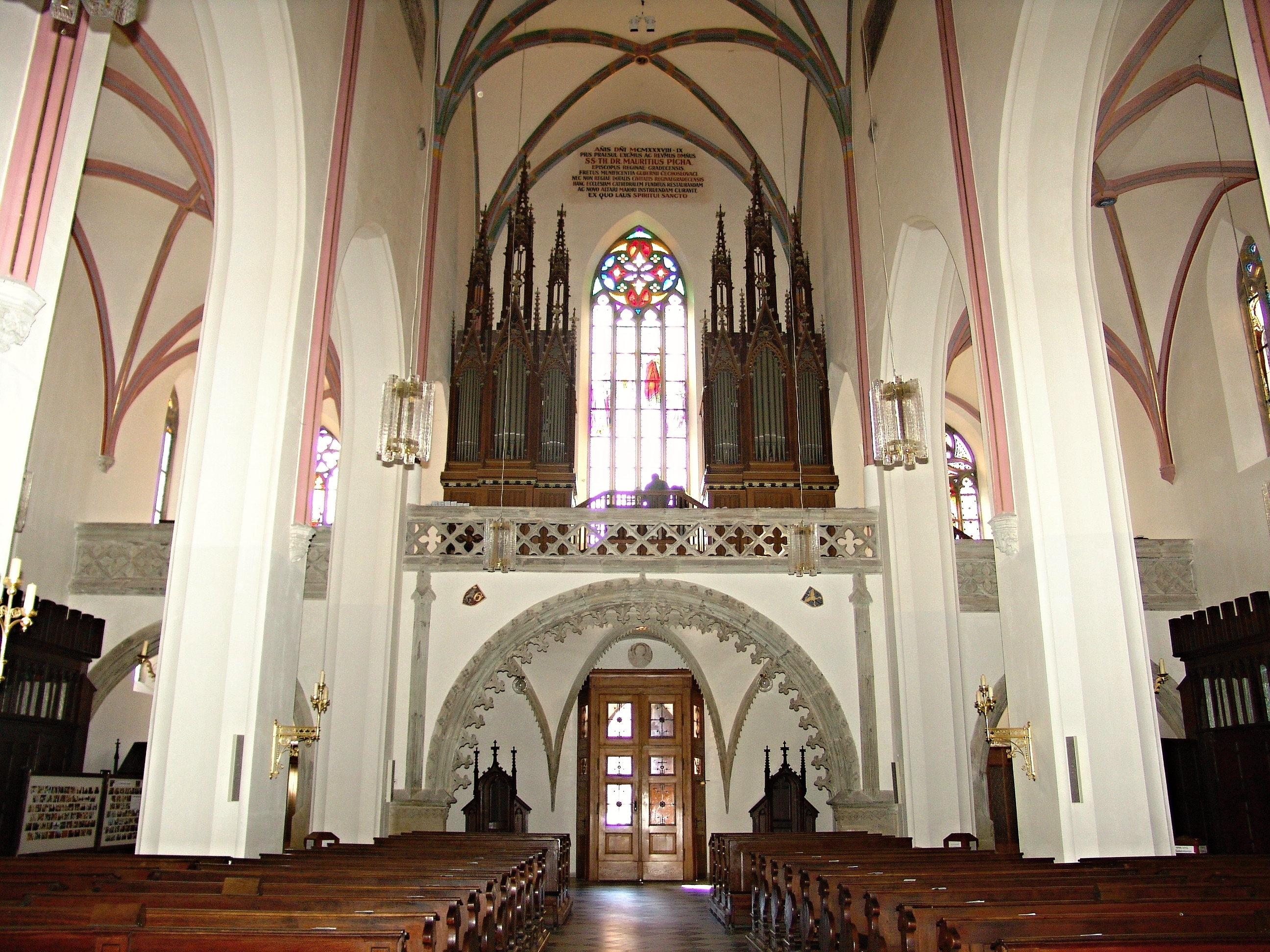
Innenansicht nach Westen

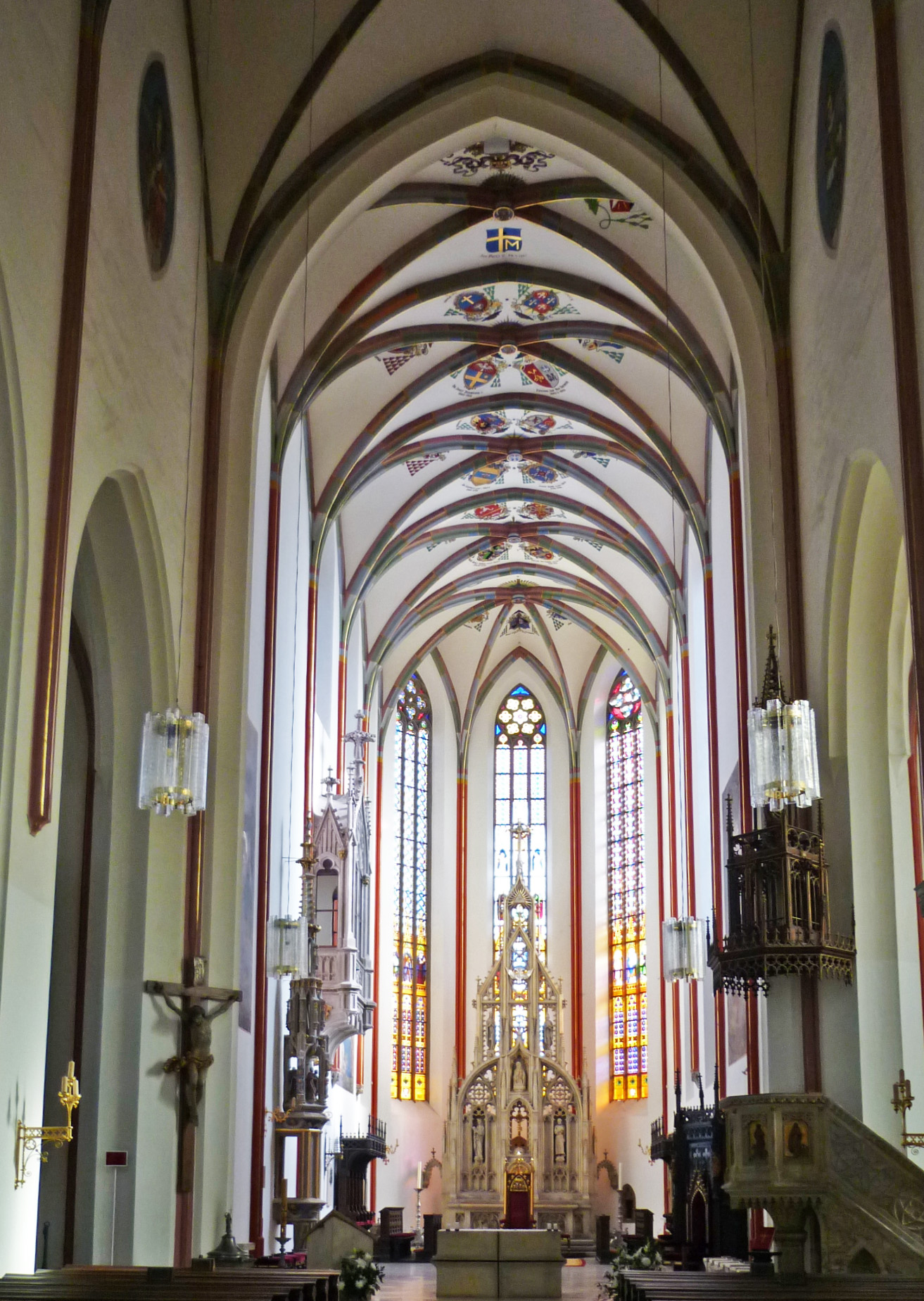
Innenansicht des Chores

Die Heilig-Geist-Kathedrale (tschechisch Katedrála svatého Ducha) ist die Hauptkirche des Bistums Hradec Králové und damit auch seine Bischofskirche. Die gotische Backsteinbasilika mit zwei Türmen in der südwestlichen Ecke des Großen Platzes ist seit mehr als sieben Jahrhunderten ein Wahrzeichen von Hradec Králové (deutsch Königgrätz).

## Geschichte
Es wurde behauptet, dass die Kirche im Jahre 1307 von der Königin Elisabeth Richza von Polen, der Witwe des Königs Wenzel II. von Böhmen, gegründet wurde, aber nach neueren Forschungen gab es hier bereits in der zweiten Hälfte des 13. Jahrhunderts eine Kirche. Der heutige Chor wurde in den Jahren 1339–1342 erbaut und das Kirchenschiff in den 1460er Jahren unter Königin Elisabeth von Pommern vollendet. Im Jahre 1424 soll hier Jan Žižka von Trocnov begraben worden sein. Bei den Reparaturen nach den Hussitenkriegen, die im Jahre 1463 endeten, wurde ein großer Vorbau errichtet. Ein Brand im Jahr 1484 beschädigte vor allem die Türme, die daraufhin um ein Stockwerk erhöht wurden und neue Glocken erhielten. Die älteste der vier Glocken, Leopold (Dominikus), stammt aus dem Jahr 1485. Die größte der Glocken ist Michael (Adler) aus dem Jahr 1496, die 3847 kg wiegt. Die Sakristei auf der linken Seite des Chores stammt ebenfalls aus dem Jahr 1497. Die Kirche wurde mehrmals repariert und im Jahre 1639 von schwedischen Soldaten geplündert und niedergebrannt. Im Jahre 1664, mit der Gründung des Bistums, wurde die Kirche zur Kathedrale und danach im Barockstil umgebaut, wobei weitere Änderungen am Ende des 18. Jahrhunderts folgten. In den Jahren 1864–1876 wurden die Kirche von František Schmoranz und die Türme im Jahre 1901 von L. Labler radikal umgestaltet. In den Jahren 1980–1990 erhielt die Kirche ein Kupferdach und im Jahr 1997, anlässlich des Jubiläums des Heiligen Adalbert, besuchte Papst Johannes Paul II. die Kirche.
Die Geschichte der Kathedrale des Heiligen Geistes ist nicht mit Sicherheit geklärt. Die Gründungsurkunde der Kirche ist nicht überliefert und lässt Raum für verschiedene Vermutungen und Theorien. Die Geschichte des Doms wird gewöhnlich ab dem Jahr 1307 beschrieben, als der Bau der Kirche von der böhmischen Königin Elisabeth Richza begonnen werden sollte, der Ehefrau von Wenzel II. und später Rudolf von Habsburg, nach dessen Tod im Jahr 1307 sie ihre Mitgiftstädte erhielt, darunter auch Hradec Králové, das sie zwischen 1308 und 1318 als ihren Sitz wählte. In jüngster Zeit wird jedoch der Geschichte der Kathedrale ab dem 10. Jahrhundert mehr Aufmerksamkeit gewidmet, als sich an diesem Ort historische Ereignisse abspielten, die den späteren Bau stark beeinflussten.

### Vorläufer
Im 10. Jahrhundert befand sich auf dem Gebiet des heutigen historischen Stadtkerns eine slawische Festung, die im folgenden Jahrhundert zu einer Königsburg umgebaut wurde. Im Schutz dieser Burg blühte das mittelalterliche Leben und es entwickelte sich eine erfolgreiche Marktsiedlung, die sich schon vor 1225 in eine vollwertige mittelalterliche Stadt verwandelt hatte. Die erste Pfarrkirche der Stadt war nach traditioneller Lesart die St. Clemens-Kirche, die an der Stelle der heutigen barocken St.-Clemens-Kapelle in unmittelbarer Nähe des Doms stand. In der Baugeschichte und bei archäologischen Ausgrabungen wurden jedoch keine Hinweise auf dieses Gebäude gefunden, und die Identifizierung der Kapelle mit der ältesten Kirche erfolgte irrtümlich durch den Renaissance-Chronisten Václav Hájek z Libočan. Die ersten indirekten Hinweise auf die Heilig-Geist-Kathedrale stammen aus dem Jahr 1238, als sich der Deutsche Ritterorden in der Nähe der Stadtmauern niederließ. Zwischen 1238 und 1250 beschlossen die Ordensritter, in der Stadt eine eigene Pfarrkirche zu errichten, die an der Stelle der heutigen Heilig-Geist-Kathedrale gebaut wurde. Seine Form ist jedoch unbekannt und es sind keine Baupläne oder Beschreibungen erhalten geblieben. Im Jahr 1339 wurde die Stadt von einem großen Brand heimgesucht, der die Stadt bis auf die Grundmauern zerstörte, einschließlich der ehemaligen Pfarrkirche der Deutschritter. Der Bau einer neuen Kirche wurde erforderlich. Neue Forschungen zeigen jedoch, dass die heutige Kirche bereits zu Beginn des 14. Jahrhunderts gegründet wurde und das nördliche Seitenschiff bereits vor 1310 stand.

### Die Bauabschnitte der heutigen Kirche
Das Projekt für den Bau der neuen Pfarrkirche sah den Bau eines basilikalen dreischiffigen Bauwerks mit zwei Chortürmen vor, das ein äußeres Strebewerk haben sollte. Der Bau der Kirche war jedoch in mehrere Abschnitte unterteilt, getrennt durch wiederholte Brände in der Stadt, welche auch die im Bau befindliche Kirche beschädigten.

#### Der erste Bauabschnitt
Der erste Bauabschnitt fand zwischen 1339 und 1342 statt, als der Chor erbaut und am Ende der ersten Phase eingewölbt wurde, so dass er zu dieser Zeit kirchlichen Zwecken dienen konnte. In dieser Phase wurden auch die beiden Türme des Chores, die Piscina und der Tabernakel geschaffen.

#### Der zweite Bauabschnitt
Der zweite Bauabschnitt ist mit der Herrschaft der Königin Elisabeth von Pommern verbunden. Diese vierte Ehefrau von Karl IV. war die zweite Königin, die einen bedeutenden Einfluss auf die Geschichte der Kirche und der Stadt hatte. Im Jahr 1363 erhielt sie Städte als Mitgift, darunter auch Hradec Králové. Obwohl Elisabeth von Pommern einen wesentlichen Beitrag zur Entwicklung der Stadt und ihrer Architektur leistete, werden ihr auch die beträchtlichen Schulden zugerechnet, die die Stadt während ihrer Herrschaft machte. Elisabeth wird der Beginn der Fertigstellung der Kirche zugeschrieben, die in den 60er Jahren dieses Jahrhunderts vollendet wurde.
Ziel dieses Bauabschnitts war es, den Bau des Langhauses zu vollenden und die Dekanats-Sakristei an den Chor anzubauen. Doch auch diese Form der Kirche blieb nicht erhalten, denn 1407 wurde die Kirche durch einen weiteren Stadtbrand beschädigt und musste aufwendig wiederhergestellt werden. Die Hussitenkriege verzögerten jedoch die Reparaturen um viele Jahrzehnte, so dass diese erst 1463 beendet wurden. Sie gaben der Kirche ein neues pseudobasilikales Aussehen ohne ein offenes Strebewerk. Die Westseite des dreischiffigen Gebäudes wurde mit einem neuen Altarraum bereichert, der den Musikern und der literarischen Bruderschaft diente, die für den Gesang während des Gottesdienstes sorgte.

#### Die Zeit der Hussitenkriege
Die Geschichte der Stadt Hradec Králové und der Kathedrale selbst wurde stark von den Hussitenkriegen beeinflusst. Es ist ein Glücksfall, dass Hradec Králové ab 1420 eines der wichtigen Zentren der Hussiten war und der damalige Priester Ambrosius vom Heiligen Geist eine wichtige Leitfigur dieser Bewegung war. Deshalb wurde die Kathedrale des Heiligen Geistes nicht beschädigt und geplündert. Von der Bedeutung der Stadt und der Kirche zeugt auch die Tatsache, dass hier im Jahre 1424 die Beerdigung von Jan Žižka, einem bedeutenden Hussitenführer, stattfand. Der Legende nach wurden seine Überreste in einer der vier Krypten unter der Kathedrale bestattet. Es ist also unbestritten, dass die Burgbewohner am Anfang des Kultes um Jan Žižka standen, der sich später vor allem in Čáslav entwickelte, wohin sein Leichnam später gebracht werden sollte.

#### Der dritte Bauabschnitt
Im Jahr 1484 wurde die Stadt erneut von einem großen Brand heimgesucht, der die gesamte Stadt und die Kirche zerstörte und weitere Reparaturen und den Wiederaufbau der Kirche erforderte. Der Brand betraf vor allem die beiden Türme, die niederbrannten und die Glocken, die dabei schmolzen. Die Reparaturen umfassten neue Türme und den Einbau neuer Kirchenglocken, die bis heute erhalten geblieben sind. Sie sind ein Zeugnis des hohen Niveaus der Glockengießerei in Hradec Králové zu dieser Zeit, insbesondere der Glockengießerwerkstatt von Ondřej Žáček. Das Feuer zerstörte auch das Heiligtum vollständig. Dadurch erhielten die Bürger von Hradec Králové einen neuen spätgotischen Typus des Heiligtums, das Sakramentshaus. Dieses Sakramentshaus aus Sandstein wurde angeblich im Jahr 1497 durch die Werkstatt des berühmten Prager Steinmetzes und Baumeisters Matěj Rejsek erbaut. Es steht an der linken (nördlichen) Wand des Chores und ist eines der Schmuckstücke der Kathedrale. Seit dem Ende des 15. Jahrhunderts kann man also von der heutigen Form der Heilig-Geist-Kathedrale sprechen, zumindest in ihrem Äußeren.
Die Kirche wurde mehrmals wiederhergestellt, und 1639 wurde sie während des Dreißigjährigen Krieges von schwedischen Soldaten geplündert und niedergebrannt. Im Jahre 1664, mit der Gründung des Bistums, wurde die Kirche zur Kathedrale und wurde dann im Barockstil umgebaut, wobei weitere Änderungen im späten 18. Jahrhundert folgten. In den Jahren 1864–1876 wurde die Kirche von F. Schmoranz sen. und die Türme im Jahre 1901 von L. Labler grundlegend umgestaltet. In den Jahren 1980–1990 erhielt die Kirche ein Kupferdach.

## Beschreibung

### Äußeres
Bei der Betrachtung dieses Wahrzeichens von Hradec Králové fällt dem Betrachter vor allem der Kontrast zwischen dem roten Mauerwerk und dem weißen Sandstein der Portale, Fenster und Gesimse der Kirche auf. Zur Zeit des Baus war in den ostböhmischen Städten der Sandstein als Hauptbaumaterial üblich, der in der Umgebung von Hradec Králové fehlte. Die Erbauer der Kathedrale wählten daher den weniger gebräuchlichen Backstein als Hauptbaumaterial. Die dreischiffige basilikale Kirche hat ein erhöhtes Kirchenschiff und einen langen Ostchor, durch den die Kathedrale auf den Platz blickt. Vor der Kirche stehen ein Kreuz in der Achse des Chores und zwei symmetrische Türme an den Seiten. An der Nordseite des Doms schließt sich die barocke Kapitelsakristei an, an der Südseite die Dekanatssakristei und die königliche Vorhalle. An den Außenwänden der Kirche befinden sich mehrere Grabsteine aus der Renaissance. Das Äußere wird von massiven Strebepfeilern bestimmt, die in drei Teile gegliedert sind.
Die Kathedrale hat eine Länge von 56 Metern und eine Breite von 25 Metern. Die Höhe des Kirchenschiffs beträgt 48 Meter.

### Inneres
Das Innere der Kirche hat verschiedene Veränderungen erfahren, oft auf Wunsch der Königinnen, für die Hradec Králové eine Mitgiftstadt war. Der wohl wichtigste Einfluss auf die Ausstattung war der Einfluss der zweiten Frau von Wenzel IV. Sophie von Bayern, die um 1400 nach dem Tod von Elisabeth von Pommern die Mitgift erhielt. Diese kümmerte sich um ihre Städte und versuchte, sie architektonisch zu entwickeln, vor allem durch ihre Bauvorhaben, die von den damaligen Prager Meistern geleitet wurden. So wurde die Heilig-Geist-Kathedrale mit einer Reihe von Elementen bereichert, die an Prager Vorbilder erinnern.

#### Langhaus
Die Kirche ist weiß ausgemalt, wobei die Rippen der einfachen Kreuzgewölbe farblich hervorgehoben sind. Die Rippen mit prismatischem Profil und zurückgesetztem Gesims sind in Bündeln zusammengefasst, die im Bereich des Kirchenschiffs meist auf Konsolen mit Masken oder floralen Motiven enden. An den Scheitelpunkten des Gewölbes sind die Rippen durch einen einfachen kreisförmigen Schlussstein verbunden, in dem sich eine thematische Malerei befindet. Über den Mittelschiffsarkaden befinden sich gemalte Darstellungen von Schutzheiligen. Die Seitenschiffe sind mit Kreuzrippengewölben geschlossen, die Rippen laufen in einen runden Schlussstein mit dem Buchstaben „G“ (wahrscheinlich das Monogramm des Königs Georg von Podiebrad) zusammen. Diese Darstellung des Buchstabens G wird auch auf den Wappen der Region Hradec Králové verwendet.

#### Chor
Das Chor oder der Altarraum der Heilig-Geist-Kathedrale ist langgestreckt und deutlich vom Rest der Kirche getrennt. Die Dienste im Chor, auf denen die Rippen des Kreuzgewölbes sitzen, sind meist bis auf den Boden heruntergezogen. Die Gewölbe des Chores sind außerdem mit den gemalten Wappen der Diözesanbischöfe, Erzbischöfe und des Papstes Johannes Paul II. verziert.

#### Die königliche Vorhalle
Die königliche Vorhalle befindet sich zwischen dem Südturm und der Dekanats-Sakristei. Den Beinamen „königlich“ erhielt sie vor allem wegen ihres hohen künstlerischen Wertes und ihrer ungewöhnlichen Gewölbe, was darauf schließen lässt, dass sie von Michael Parler, dem Bruder des berühmteren Peter Parler, entworfen wurden. Die Rippen der Vorhalle werden durch in Böhmen ungewöhnliche Konsolen aufgefangen. Die Konsolen sind mit floralen und tierischen Elementen verziert.

### Ausstattung
Die Einrichtung stammt überwiegend aus dem 19. Jahrhundert, die Reliefs auf der Sandsteinkanzel sind ein frühes Werk von Josef Václav Myslbek. Auf dem Altar im nördlichen Seitenschiff befindet sich ein Gemälde des Heiligen Antonius des Eremiten von Peter Johann Brandl, auf dem Altar im südlichen Seitenschiff ein spätgotisches Marientriptychon aus dem Jahr 1494. Das Zinntaufbecken aus dem Jahr 1406 ist das älteste in der Tschechischen Republik.
Die Orgel ist ein Werk von Karel Schiffner aus dem Jahr 1884 mit 29 Registern auf zwei Manualen und Pedal.

## Besonderheiten
Zu den Besonderheiten der Heilig-Geist-Kathedrale gehört neben ihrer einzigartigen Architektur auch die Tatsache, dass sie die einzige erhaltene mittelalterliche Kirche in der gesamten Stadt und den Vororten ist. Die anderen Kirchen wurden beim Bau der Befestigungsanlagen im 18. Jahrhundert abgerissen, was umfangreiche bauliche Veränderungen erforderte und das Aussehen von Hradec Králové zu dieser Zeit wesentlich beeinflusste.
Am 26. April 1997 besuchte der damalige Papst Johannes Paul II. die Gläubigen der Diözese Hradec Králové (Königgrätz). Zur Erinnerung an seinen Besuch wurde eine Gedenktafel an der Ostwand der Kirche angebracht und am 3. April 2015 wurden die Reliquien des heiligen Johannes Paul II. in die Nische der Kapelle im nördlichen Seitenschiff gelegt.
In den Türmen der Kathedrale hängen vier historische Glocken, im Nordturm Dominikus (auch Leopold genannt) aus dem Jahr 1485 und Adler (auch Michael genannt) aus dem Jahr 1480, im Südturm Bettler (Wenzel genannt) aus dem Jahr 1509 (1538 neu gegossen) und Neue Glocke (Clemens genannt) aus dem Jahr 1510.